# 常绿悬钩子
常绿悬钩子（学名：Rubus sempervirens）为蔷薇科悬钩子属下的一个种。

## 扩展阅读
維基物種上的相關：常绿悬钩子